# Thane (Gefolgsmann)
Als Thane (angelsächsisch auch thein, þeign, þegn, þegen, germanisch thegn; über mittelhochdeutsch degan, thegan, decan, thekana „Knabe, Diener, Krieger“ verwandt mit deutsch Degen „junger Held, Krieger“ sowie über das Indogermanische mit altgriechisch τέκνον téknon „Kind“) bezeichnete man im Mittelalter den angelsächsischen Gefolgsmann.

## Entwicklung
Runensteine mit dem Titel thegn oder dräng kommen in Dänemark und Schweden vor, der Begriff wurde dort in der späten Wikingerzeit verwendet. Aus dem angelsächsischen Gefolgschaftssystem des Frühmittelalters ist der cyninges þegn bekannt, der „Gefolgsmann des Königs“ (cyning), dessen soziale Stellung über der des einfachen Gefolgsmannes (gesiþ) lag. Seit dem 9. Jahrhundert wurde der Begriff thane oder King’s thane zur Bezeichnung eines Angehörigen des königlichen Dienstadels, der mindestens fünf Hufen Land besitzen musste. Die höheren Thanes verfügten über 40 Hufen Land. Als Qualifikation galten weniger der Geburtsstand als die Verdienste um den jeweiligen Herrscher. Dabei besaßen die Thanes des Königs die höchsten Privilegien. Um einen von ihnen als Mörder zu verurteilen, benötigte man 12 Eidschwüre seiner eigenen Klasse, während für einen niederen Thane bei vergleichbarer Gelegenheit elf Eidschwüre seiner eigenen Klasse und ein Schwur eines königlichen Thanes erforderlich waren. Aufgrund des Vordringens des moderneren Lehnswesens ging der Thane auf den britischen Inseln seit der Schlacht von Hastings im Kontext der Übernahme des normannischen Feudalsystems bis ins 12. Jahrhundert zugunsten des Knight überwiegend im niederen Adel auf. Lediglich in Schottland bildeten die Thanes bis ins 15. Jahrhundert die Lehensträger des Königs.